# セス・チャンドラー
セス・チャンドラー（Seth Carlo Chandler, Jr.、1846年9月16日 – 1913年12月31日）はアメリカ合衆国の天文学者である。

## 生涯
ボストンに生まれた。高校の最終学年の時、ハーバード大学のベンジャミン・パースのもとで、計算に従事した。卒業後アメリカ政府沿岸調査局の経度部のベンジャミン・グールド所長の助手となり、グールドがアルゼンチンの国立天文台の所長になるために退職すると、チャンドラーも職を辞し、保険の仕事についたが、ハーバード大学天文台でアマチュア観測者として天文学の研究を続けた。
最も有名な業績は今日、チャンドラー・ウォブルとして知られる、地球自転軸の微小な振動に関するもので、30年間にわたって研究を行った。その他に変光星の分野などにも業績があり、新星、かんむり座T星の発見者のひとりである。光行差の測定精度の向上や、小天体の軌道要素の計算に貢献した。
1896年に王立天文学会ゴールドメダル、1894年にジェームズ・クレイグ・ワトソン・メダルを受賞した。